# 흡충류
흡충류(吸蟲類)는 흡충강(吸蟲綱, Trematoda)에 속하는 편형동물을 부르는 말이다. 몸이 납작하고 척추동물 등에 기생하여 생활한다.
숙주에 부착하기 위한 빨판이 있고, 때로는 빨판 위에 작은 갈고리가 있다. 입은 몸의 앞끝에 있는데, 대부분 입빨판으로 둘러싸여 있다. 몸의 표면은 큐티클로 덮여 있으며, 일부 종에는 작은 가시가 빽빽이 자라고 있다. 소화기관은 식도로부터 창자가 두 갈래로 나뉘어 몸의 양쪽에 딸리는 간단한 구조이며, 항문이 없다. 그러나 종류에 따라서는 두 가닥으로 나뉜 창자가 다시 합쳐져 항문이 된 것도 있다. 또한 어떤 종류는 장·생식기·빨판 등에 림프계가 분포하여 하등척추동물의 혈액과 비슷한 액체가 흐르므로 원시적인 순환계로 간주되고 있다.
대부분 암수한몸으로서, 복잡한 구조의 암수 생식기관이 몸 안의 대부분을 차지한다. 자가수정은 거의 일어나지 않고 두 마리가 교접하여 수정한다.
18,000여 종부터 약 24,000종까지 존재하는 것으로 알려져 있으며 2개 아강으로 분류한다. 한국에서는 14종 정도가 밝혀졌다. 간흡충·폐흡충(en)·다구흡충·순흡구충 등이 이에 포함된다.

## 이름의 오류
흡충이 '디스토마'로 알려진 이유는 이 생물이 입이 2개를 가지고 있다 해서 디스토마(Distoma)라고 하였지만 시간이 흘러 이 생물을 현미경으로 관찰한 결과 입이라고 생각한 부분이 모두 흡반(sucker)인 것으로 밝혀졌기 때문에 더 이상 '디스토마'라는 명칭은 옳지 않으며 '흡충'이라고 부르는게 맞다.

## 주요 흡충류
흡충류는 기생하는 부위에 따라 다음이 있다.
- 간흡충(Clonorchis sinenis)
- 장흡충(en)(Fasciolopsis buski)
- 폐흡충(en)(Paragonimus westermani)

그 외 주혈흡충류가 있다.
- 만손주혈흡충(Schistosoma mansoni)